# Étienne I. de Penthièvre
Étienne I. de Penthièvre (in England: Stephen of Penthièvre, * um 1060; † 13. April 1135/1136, 1138) war Graf von Trégor und Guingamp, Herr von Goëlo, ab 1093 Graf von Penthièvre.

## Leben
Étienne war ein jüngerer Sohn von Éon I. de Penthièvre und Agnès de Cornouaille und kam durch Erbschaften nach und nach in den Besitz aller Grundherrschaften, die Mitgliedern seiner Familie gehörten.
1079, mit dem Tod seines Vaters, wurde er Graf von Trégor und Herr von Goëlo, später dann Graf von Guingamp. Er heiratete Havoise, vermutlich eine Tochter von Theobald III., Graf von Blois, und dessen Ehefrau Adèle de Vermandois. 1093 hinterließ ihm sein ältester Bruders Geoffroy I. die Grafschaft Penthièvre, wenige Jahre später erbte er die Honour of Richmond in England, die zuvor seine Brüder Alain der Rote († 1089) bzw. Alain der Schwarze († 1098) besessen hatten.
Ab 1118 musste er sich der Rebellion seines Sohnes Geoffroy II. de Penthièvre erwehren, der bereits zu Étiennes Lebzeiten einen Anteil am Erbe verlangte, mit Penthièvre, Lamballe und Moncontour dann zufriedengestellt wurde und 1120 den Grafentitel annahm. Nach Étiennes Tod wurde der gesamte Besitz der Familie unter seinen Söhnen aufgeteilt.
Ètienne ist Gründer der Abtei Sainte-Croix de Guingamp (1134) und Wohltäter der Abtei Bégard, das der Überlieferung zufolge 1130 auf von Étienne zur Verfügung gestelltem Land gegründet wurde. Er erwarb das Recht, in Bégard bestattet zu werden, ebenso wie seine Frau Havoise, sein Sohn Alain de Bretagne, 1. Earl of Richmond und sein Enkel Herzog Conan IV. von Bretagne. Nach Jacques Cambry ließ er auch das Château de Rustéphan in Nizon (heute Pont-Aven) bauen.

## Ehe und Nachkommen
Aus seiner Ehe mit Havoise de Blois, genannt Havoise de Guingamp, sind folgende Kinder bekannt:
- Geoffroy II. Botherel († 1148), Graf von Penthièvre und Lamballe;
- Alain II. le Noir († 1146), Earl of Richmond, Vater des Herzogs Conan IV. von Bretagne;
- Olive; ⚭ (1) Henri de Fougères († 1154) (Haus Fougères); ⚭ (2) Guillaume de Saint-Jean, Herr von Saint-Jean-le-Thomas;
- Mathilde; ⚭ Walter de Gand († 1139), Eltern von Gilbert de Gant, 1. Earl of Lincoln;
- Tiphaine; ⚭ Rabel de Tancarville († 1140)[7]; ihr Sohn ist Guillaume de Tancarville († 1190/91), Kämmerer von Normandie (Haus Tancarville)
- Henri de Trégor († 1183), Graf von Trégor (mit Guingamp) und Herr von Goëlo.

Der Geschichtsschreiber Augustin du Paz erwähnt eine weitere Tochter:
- Agnorie (1105–1167); ⚭ 1120 Olivier II. de Dinan.